# Mirosternus tristis
Mirosternus tristis är en skalbaggsart som beskrevs av Perkins 1910. Mirosternus tristis ingår i släktet Mirosternus och familjen trägnagare. Inga underarter finns listade i Catalogue of Life.